# Dircenna jemina
Dircenna jemina är en fjärilsart som beskrevs av Charles Andreas Geyer 1837. Dircenna jemina ingår i släktet Dircenna och familjen praktfjärilar. Inga underarter finns listade i Catalogue of Life.

## Bildgalleri

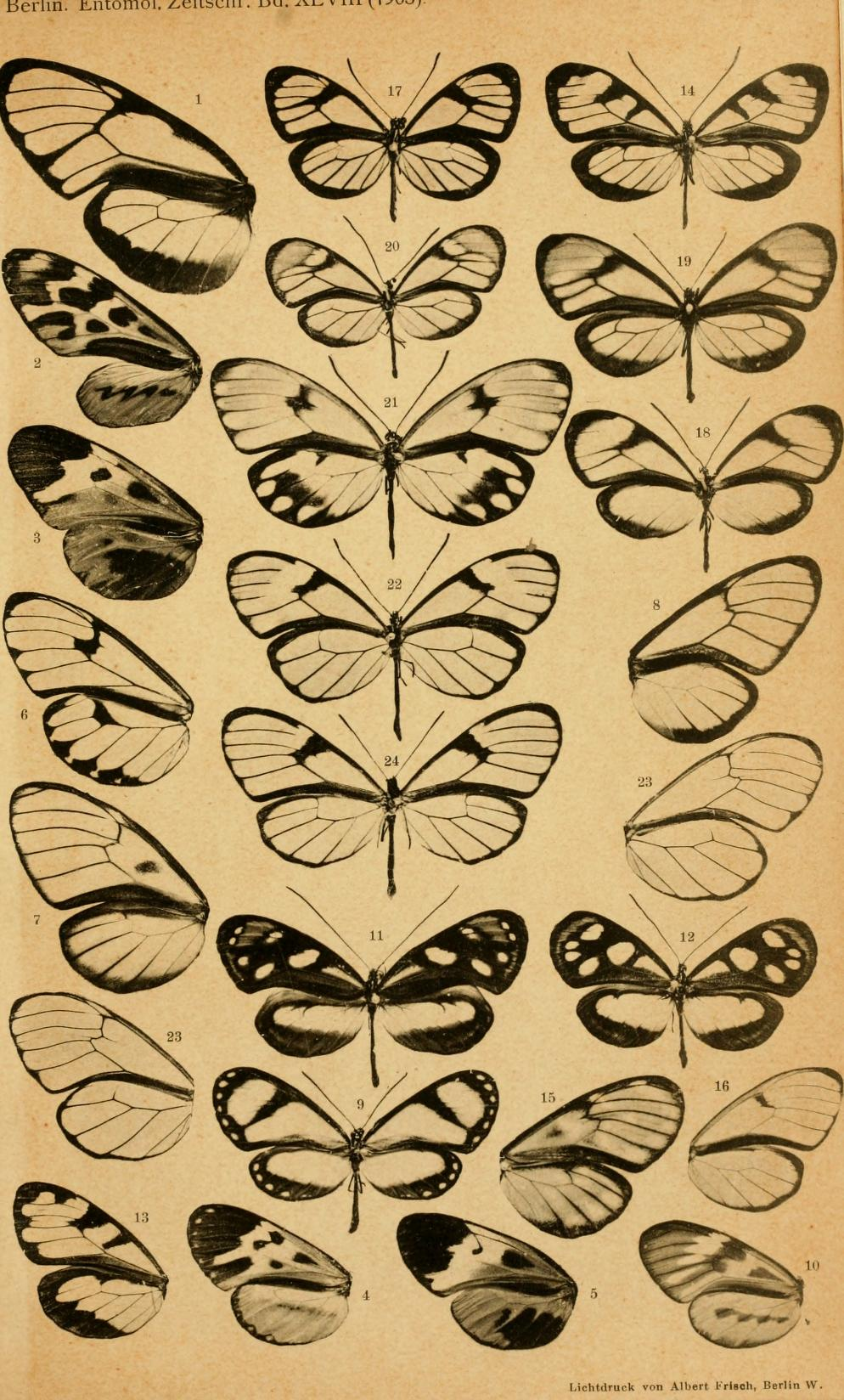
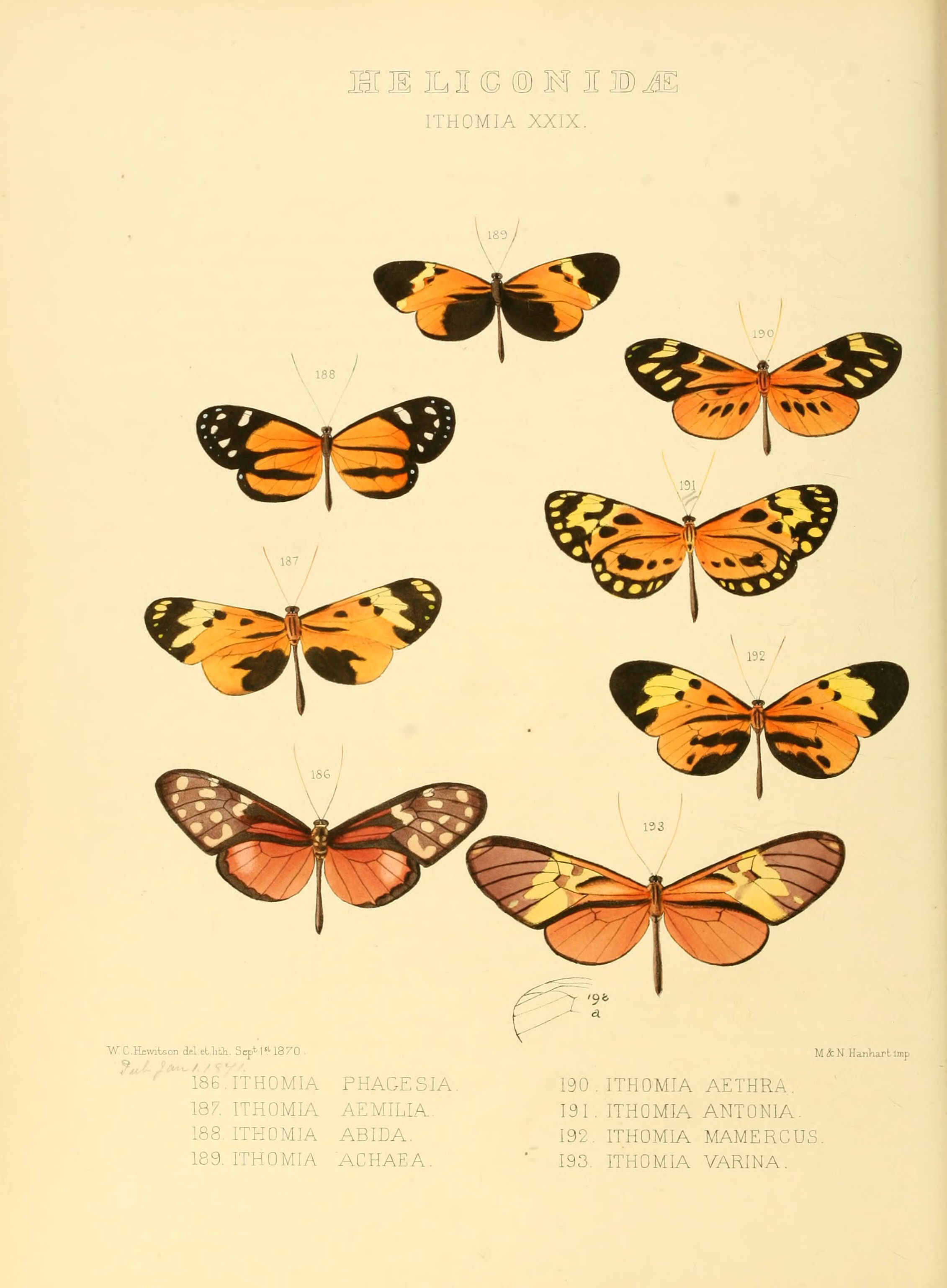